# 努烏盧瓦島
努烏盧瓦島是南太平洋國家薩摩亞的島嶼，屬於阿萊帕塔群島的一部分，位於烏波盧島以東1.3公里，面積0.25平方公里，島上無人居住。
14°04′22″S 171°24′38″W / 14.0728°S 171.4106°W